# Chalcha
Die Chalcha-Mongolen (auch Khalka) sind mit etwa 70 % der Bevölkerung die dominierende ethnische Gruppe im heutigen Staat Mongolei. Ihre Sprache zählt zu den ostmongolischen Dialekten und bildet die Grundlage für die Schreibung des Mongolischen in kyrillischer Schrift (siehe Mongolische Sprache).

## Geschichte

### Bildung und Gliederung der Chalcha vom 16. bis 18. Jahrhundert
Die Chalcha formierten sich im 16./17. Jh. aus der Verschmelzung älterer Mongolengruppen. Batumöngke Dayan Khan setzte seinen fünften Sohn Alcu Bolod (* 1490) und seinen elften Sohn Geresenje (1489–1549) als deren Prinzen ein. Die namhaften Chalcha-Fürsten des 17. Jh. entstammten jedoch der Nachkommenschaft von Dayan Khans elften Sohn. Nach Geresenjes Tod verteilte dessen Hauptfrau Qatanqai die Leute unter die sieben Söhne, woraus sich in der Folge vier große Gruppen herauskristallisierten: die des Tüsiyetü-Khan, des Chechen-Khan, des Jasaktu-Khan und des Altan-Khan. Die Tüsiyetü-Khane stammten von Geresenjes zweitem Sohn Nunuqu (* 1534) ab, die Chechen-Khane von seinem vierten Sohn Amin dural (* 1536) und die Jasaktu-Khane ebenso wie die Altan-Khane vom Ältesten, Asiqai darqan (* 1530). Der erste Altan Khan war ein jüngerer Vetter und damit eigentlich ein Gefolgsmann eines Jasaktu-Khans gewesen, hatte sich aber selbständig zum Khan erhoben. Seine Linie verlor in den 1660ern ihre Macht. Neben den drei oder vier Khanen gab es mit dem Jebtsundamba Khutukhtu Dsanabadsar (1635–1723) noch eine religiöse Autorität, deren Wort bei allen vier Gruppen galt. Reinkarnationen des Jebtsundamba Khutukhtu amtieren bis heute. 
Von einer gemeinsamen Politik der Chalcha-Fürsten konnte besonders nach 1662 keine Rede sein, als mit der Ermordung eines Jasaktu-Khans militärische Auseinandersetzungen unter den Khanen ausbrachen. Unter der Mandschu-Herrschaft wurde dann 1725 ein neuer Aimag gebildet, der des Sajn Noyan Khan (eine jüngere Linie der Tüsiyetü-Khane), so dass im 18. Jahrhundert der Tüsiyetü-Khan Aimag (er war der ranghöchste), der Chechen-Khan Aimag, der Jasaktu-Khan Aimag und Sajn Noyan-Khan Aimag existierten.

### Verlust der Unabhängigkeit
Im Gegensatz zu den Chakhar-Mongolen und anderen Gruppen konnten die Chalcha ihre Unabhängigkeit vom Mandschu-Reich noch bis 1688 bzw. 1691 bewahren. Erst die Bedrohung durch die Dschungaren unter Khungtaidschi Galdan (reg. 1676–1697, er besiegte 1688 den Tüsiyetü-Khan Caqundorji) veranlasste sie endgültig dazu, sich unter den Schutz des Kaisers zu begeben und sich in einer Zeremonie in Dolon Nor 1691 den Mandschu zu unterwerfen. Diese integrierten das neugewonnene Gebiet der Chalcha als Äußere Mongolei in ihre Reichsverwaltung. Daher wird „Chalcha“ mitunter auch als Synonym für „Äußere Mongolei“ benutzt. Die Fürsten wurden zu Amtsträgern gemacht und alle Angelegenheiten (Bestätigungen, Beförderungen, Entlassungen, Verfügungen, Empfänge usw.) wurden vom Li fan yüan-Amt kontrolliert und koordiniert. 

### Die Mongolen im 18. und 19. Jh.
Im 18. und 19. Jh. verzeichnete die Mongolei einen Bevölkerungsrückgang durch Syphilis, Tuberkulose und Klosterleben, aber auch durch einschneidende ökonomische Veränderungen. Mit den Mandschu-Beamten drangen die Handelskompanien der Han-Chinesen in die Steppe vor. Sie benötigten zwar aus steuerlichen Gründen eine Erlaubnis, wurden aber (nach anfänglichen Versuchen) nicht länger behindert. Die Verwaltung versuchte so, die Ausgaben für die Mongolei gegenzufinanzieren und die Mongolen stärker an China zu binden. Im Verlauf des 18. und 19. Jh. wanderten zudem zunehmend Han-Chinesen ein, den die Klöster und die Prinzen Land verpachteten. Auch akzeptierten die chinesischen Handelskompanien Land als Bezahlung von den 
Prinzen und verpachteten es weiter. Das war zwar alles illegal, wurde aber nicht geahndet, so dass die Mandschu-Regierung um 1800 die chinesische Siedlung mit der Einrichtung eigener Verwaltungen als Fakt anerkennen musste, zumindest in einigen Gebieten. 
Durch den Druck übermäßiger Forderungen der Prinzen, der Klöster und der chinesischen Geldverleiher wurden viele Mongolen zu chronischen Schuldnern und gezwungen, ihre Tiere (mit Verlust) zu verkaufen oder zum Ackerbau überzugehen, letzteres sogar in der Äußeren Mongolei. Bei der Ansiedlung der chinesischen Bauern ging viel und substanziell notwendiges Weideland (d. h. oft Winterweiden) verloren, so dass Mitte des 19. Jh. der chinesische Einfluss zumindest in der Inneren Mongolei durchdringend war. In der Äußeren Mongolei, d. h. dem Gebiet der Chalcha verzögerte sich diese Entwicklung zwar aufgrund unzulänglicher Verkehrsverbindungen und schwächerer Konzentration der Klöster, folgte aber den gleichen Trends. Selbst die Prinzen waren bei den Chinesen verschuldet, weswegen sie immer mehr Steuern erhoben. 
Versuche, sich mit anonymen Geheimgesellschaften (dughuyilang) gegen die Autoritäten, Händler und Siedler zur Wehr zu setzen, waren wenig erfolgversprechend. Unter solchen Verhältnissen flohen viele Mongolen von ihren Weidegründen. Wurden sie gefangen, erwarteten sie schwere Strafen, sowohl von Seiten der Administration als auch der Klöster. Sie schlugen sich mit halb-kriminellen Tätigkeiten (irgendwelche Arbeiten, Bettelei, Raub, Prostitution) durchs Leben, bevorzugt in den wachsenden Handels-, Garnisons- und Klosterstädten wie Urga, Erdene Dsuu, Uliastai, Kobdo, Kjachta oder in der Inneren Mongolei. Aber auch die Mönche von niedrigen Rang konnten in ihren Klöstern nicht überleben, weswegen sie (angesichts des Verbots zusätzlicher Arbeiten) heimkehrten und bettelten oder stahlen. Die Kriminalität wuchs so im 19. Jh. ständig an.
Unter den mongolischen Fürsten des 19. Jahrhunderts ist z. B. To Wang erwähnenswert.

### Gründung der heutigen Mongolei
Mit dem Sturz der Mandschu-Herrschaft in China erklärten sich die Chalcha unter ihrer traditionellen Führerschaft (d. h. den Fürsten und Geistlichen, nicht den Intellektuellen späterer Jahre) 1911 erneut für unabhängig, und der achte Jebtsundamba Khutukhtu (auch betitelt mit Bogd Gegeen, 1870–1924) wurde als nominelles Staatsoberhaupt eingesetzt. Das war die Gründung der heutigen Mongolei.